# Slepé pleso
Slepé pleso je zanikající jezero v Mlynické dolině ve Vysokých Tatrách na Slovensku. Zarůstající vodní plocha má rozlohu 0,9651 ha. Je 152 m dlouhé a 101 m široké. Leží v nadmořské výšce 1375 m.

## Okolí
Nachází se ve vzdálenosti 100 m severozápadně od Štrbského plesa přibližně o 30 m výše za úzkým morénovým valem. Kolem plesa je nepříliš široký pás kosodřeviny a zbytky lesa, který byl částečně zničen během vichřice v roce 2004 a nyní pro změnu devastován kůrovcem.

## Vodní režim
Voda v plese je postupně vytlačovaná rašelinou a v celém plese se objevuje jen po větších deštích. Drobná vodní očka se objevují průběžně, přičemž největší z nich se nachází ve východní části plesa a při průměru 10 m má rozlohu 80 m². Z plesa odtéká strouha sulfátové vody, která obvykle mizí dříve než dosáhne Štrbského plesa.

## Přístup
Přístup je možný pěšky od severozápadního konce Štrbského plesa, přičemž neznačená cesta vede kolem celého Slepého plesa. Ve vzdálenosti 55 m od západního břehu prochází  červená turistická značka tatranské magistrály od Štrbského plesa do Furkotské doliny.